# CLAS-Cajastur
L'equip CLAS-Cajastur va ser un equip ciclista espanyol que competí professionalment entre el 1988 i 1993.

## Història
L'equip es va crear amb la direcció de José Manuel Fuente i el patrocini de l'empresa lletera Central Lechera Asturiana (CLAS). L'any següent s'hi va unir la caixa d'estalvis Caja de Ahorros de Asturias. El 1994 es va fusionar a l'equip Mapei-Viner, creant el Mapei-CLAS.

## Principals resultats
- Setmana Catalana: Iñaki Gastón (1990)
- 2 etapes a la Volta a Catalunya: Iñaki Gastón (1990), Tony Rominger (1992)
- Volta a Espanya: Tony Rominger (1992, 1993)
- 2 etapes a la París-Niça: Tony Rominger (1992)
- Volta al País Basc: Iñaki Gastón (1992)
- Volta a Llombardia: Tony Rominger (1992)
- Gran Premi de les Amèriques: Federico Etxave (1992)

### A les grans voltes
- Volta a Espanya
  - 6 participacions (1988, 1989, 1990, 1991, 1992, 1993)
  - 17 victòries d'etapa:
    - 1 el 1990: Federico Etxave
    - 4 el 1992: Jon Unzaga, Francisco Javier Mauleón, Tony Rominger (2)
    - 3 el 1993: Tony Rominger (3)

  - 2 classificacions final:
    - 1992: Tony Rominger
    - 1993: Tony Rominger

  - 5 classificacions secundàries:
    - Gran Premi de la muntanya: Tony Rominger (1993)
    - Classificació per punts: Tony Rominger (1993)
    - Classificació de la combinada: Federico Echave (1990, 1991), Tony Rominger (1992)

- Tour de França
  - 3 participacions (1991, 1992, 1993)
  - 3 victòries d'etapa:
    - 3 el 1993: Tony Rominger (3)

  - 1 classificació secundària:
    - Gran Premi de la muntanya: Tony Rominger (1993)

- Giro d'Itàlia
  - 2 participacions (1990, 1991)
  - 0 victòries d'etapa:
  - 1 classificació secundària:
    - Gran Premi de la muntanya: Iñaki Gastón (1991)